# منتخب هندوراس لكرة القاعدة
منتخب هندوراس لكرة القاعدة هو ممثل هندوراس الرسمي في المنافسات الدولية في كرة القاعدة
.